# Peniche (freguesia)
A Freguesia de Peniche é uma freguesia portuguesa do Município de Peniche, com 7,81 km² de área e 13211 habitantes (censo de 2021), tendo, por isso, uma densidade populacional de 1 691,5 hab./km².

## História
Foi criada aquando da reorganização administrativa de 2012/2013, resultando da agregação das antigas freguesias de Ajuda, Conceição e São Pedro:

## Demografia
A população registada nos censos foi:
| Distribuição da População por Grupos Etários | Distribuição da População por Grupos Etários | Distribuição da População por Grupos Etários | Distribuição da População por Grupos Etários | Distribuição da População por Grupos Etários | Distribuição da População por Grupos Etários |
| -------------------------------------------- | -------------------------------------------- | -------------------------------------------- | -------------------------------------------- | -------------------------------------------- | -------------------------------------------- |
| Antes da agregação                           |                                              |                                              |                                              |                                              |                                              |
| Ano                                          | 0-14 anos                                    | 15-24 anos                                   | 25-64 anos                                   | >= 65 anos                                   | Total                                        |
| 2001                                         | 2414                                         | 2434                                         | 8305                                         | 2442                                         | 15595                                        |
| 2011                                         | 2071                                         | 1578                                         | 8056                                         | 3044                                         | 14749                                        |
| Após a agregação                             |                                              |                                              |                                              |                                              |                                              |
| Ano                                          | 0-14 anos                                    | 15-24 anos                                   | 25-64 anos                                   | >= 65 anos                                   | Total                                        |
| 2021                                         | 1727                                         | 1328                                         | 6613                                         | 3543                                         | 13211                                        |

## Símbolos heráldicos da freguesia

### Ordenação heráldica do brasão, bandeira e selo
A freguesia de Peniche do concelho de Peniche, solicitou a emissão de parecer sobre os símbolos heráldicos que pretendia assumir.
Há que rejeitar a representação naturalista da formação rochosa que se visa lembrar. Deve assim a mesma ser representada como um rochedo estilizado sem correspondência com a sua forma específica. Contudo, como forma de reforçar a sua identificação, adita-se um corvo marinho, que se considera mais original do que as âncoras, que se suprimem.
Modifica-se igualmente a representação da fauna piscatória, para maior visibilidade.
Assim, é esta Comissão do parecer que os símbolos heráldicos da freguesia de Peniche devem ser por esta forma constituídos:
Brasão: escudo de prata, rochedo de negro rematado por corvo marinho de negro com asas estendidas, bicado e sancado de vermelho, tudo movente de campanha ondada de cinco tiras ondadas de verde e prata, as de prata carregadas de três peixes de vermelho, dois na primeira e um na segunda. Coroa mural de prata de quatro torres. Listel de prata com a legenda em letras negras maiúsculas: “FREGUESIA DE PENICHE”.
Bandeira: esquartelada de vermelho e branco. Cordões e borlas de prata e vermelho. Haste e lança de ouro.
Selo: nos termos do art.º 18.º da Lei n.º 53/91, com a legenda: “Freguesia de Peniche”.
Parecer n.º 016/2018, emitido pela Comissão de Heráldica da Associação dos Arqueólogos Portugueses a 23 de Outubro de 2018, nos termos da Lei n.º 53/91, de 7 de Agosto.
Estabelecidos, sob proposta da Junta de Freguesia, em sessão ordinária da Assembleia de Freguesia de 10 de Dezembro de 2018.
Publicados no Diário da República, 2.ª série, N.º 10, de 15 de Janeiro de 2019, e rectificados no N.º 14, de 21 de Janeiro de 2019.
Registados na Direcção-Geral das Autarquias Locais com o n.º 02/2019, de Fevereiro de 2019.
Projecto e concepção dos símbolos de A. Sérgio Horta e Eduardo Brito. Desenho dos símbolos de António Sérgio Horta.

### Justificação das cores e símbolos
- Escudo de prata. É evocativo da veneração dos Penichense a Nossa Senhora da Ajuda, Nossa Senhora da Boa Viagem e Nossa Senhora dos Remédios, cujo culto e festas religiosas estão associadas ao mar, bem como, à formusura das famosas rendas de bilros, à qual se dedicava a mulher Penichense.
- Coroa mural de prata com quatro torres aparentes. Segundo o entendimento actual da Comissão de Heráldica, para as freguesias com sede em cidade e para as freguesias com sede na mesma localidade que o município (como é o caso de Peniche) a coroa mural deverá obedecer às mesmas características que a das freguesias com sede em vila, em virtude de, no que respeita à coroa mural, a Lei n.º 53/91 no n.º 2 do Artigo 13.º ser omissa quanto às características que esta deve obedecer.
- Listel de prata com a legenda em letras maiúsculas: “FREGUESIA DE PENICHE”. Conforme consta na Lei n.º 11-A/2013, de 28 de Janeiro, que agregou as antigas freguesias de Peniche (Ajuda), Peniche (Conceição) e Peniche (S. Pedro).
- Bandeira esquartelada de vermelho e branco. O vermelho evoca o valor das suas gentes e a bravura dos homens do mar, sendo o branco evocativo da veneração do seu povo a Nossa Senhora da Ajuda, Nossa Senhora da Boa Viagem e Nossa Senhora dos Remédios, bem como, à formusura das famosas rendas de bilros. O vermelho é, também, uma das duas cores associadas a Peniche, presente na bandeira do município.
- Rochedo de negro. Representa o rochedo ao qual dão o nome de “Nau dos Corvos”, cujo aspecto se assemelha ao de uma nau quinhentista. Este rochedo, considerado um verdadeiro cartão de visita de Peniche, encontra-se localizado ao largo do Cabo Carvoeiro, sobre o qual costumam ver-se pousados corvos marinhos.
- Corvo marinho de negro com asas estendidas, bicado e sancado de vermelho. Ao rematar o rochedo, o corvo marinho, pretende reforçar a sua identificação como “Nau dos Corvos”, e no qual costumam pousar estas aves marinhas, de asas abertas, a secar as penas ao sol, lembrando, também, a avifauna existente na Reserva Natural das Berlengas, sendo esta uma das sete espécies que aqui nidificam.
- Campanha ondada de cinco tiras ondadas de verde e prata. Representa o Oceano Atlântico, que banha e rodeia a península onde se localiza a freguesia, bem como, a importância do mar como uma das fontes de sustento dos Penichenses, as suas praias, e o seu potencial turístico e desportivo associado à prática do surf.
- Três peixes de vermelho. Representam a pesca, uma das principais actividades económicas da freguesia e ainda fonte de sustento dos Penichenses, bem como, a indústria conserveira existente na região desde a época romana, lembrando, também, a ictiofauna existente na área da Reserva Natural das Berlengas, na qual estão referenciadas setenta e seis espécies de peixes. Sendo de vermelho para que a bandeira possa ser esquartelada dessa cor.

## Política
O cargo de Presidente da Junta de Freguesia é atualmente ocupado por Teresa Lopes, eleita nas eleições autárquicas de 2021 pelo Grupo de Cidadãos Eleitores por Peniche (lista independente). Na Assembleia de Freguesia a força política mais representada é o GCEPP com 6 membros eleitos (maioria relativa), seguindo-se o Partido Social Democrata (3), o Partido Socialista (3) e a Coligação Democrática Unitária (composta pelo Partido Comunista Português e pelo Partido Ecologista "Os Verdes") (1). O Presidente da Assembleia de Freguesia é Adriano Constantino, do PS.

### Eleições autárquicas

#### Assembleia de Freguesia
| Ano  | %    | M   | %    | M  | %       | M       | %            | M            |
| Ano  | CDU  | CDU | PS   | PS | PPD/PSD | PPD/PSD | Ind. (GCEPP) | Ind. (GCEPP) |
| ---- | ---- | --- | ---- | -- | ------- | ------- | ------------ | ------------ |
| 2013 | 51,7 | 8   | 24,9 | 3  | 17,0    | 2       |              |              |
| 2017 | 13,4 | 2   | 14,6 | 2  | 26,0    | 3       | 42,2         | 6            |
| 2021 | 11,9 | 1   | 19,4 | 3  | 20,0    | 3       | 37,0         | 6            |